# Andesipolis masoni
Andesipolis masoni är en stekelart som beskrevs av Choi och Suh 2004. Andesipolis masoni ingår i släktet Andesipolis och familjen bracksteklar. Inga underarter finns listade i Catalogue of Life.